# Colegiul Național „Dr. Ioan Meșotă” din Brașov
Colegiul Național “Dr Ioan Meșotă”  este o instituție de învățământ din Brașov, situat în centrul civic al municipiului și care poartă numele lui Ioan Meșotă, doctor in filozofie, membru corespondent al  Academiei Române și unul din fondatorii sistemului educațional din Transilvania. Colegiul este unul dintre cele mai vechi din municipiu și din județ, fiind fondat în anul 1869. Este considerat una dintre primele școli de tipul "Realschule" (școală reală) din Transilvania.

## Istoric
Ideea mai veche de deschidere la Brașov a unei școli reale, inclusiv comerciale,  a avut-o George Barițiu, noul profesor venit aici, căruia, în anul 1836, i-a fost încredințată sarcina de conducere și reorganizare a „Școlii din Cetate”. Aceasta, deși a fost o școală elementară, sau comercială mai apoi, a jucat un rol important în educația primară a copiilor români, cei mai buni dintre ei putând să-și continue studiile liceale și chiar superioare.
În ședința comună din 19 noiembrie 1844, cele două parohii românești din Brașov, Biserica „Sfântul Nicolae” din Șchei și  Biserica „Sfânta Adormire” din Cetate, la propunerea protopopului Ioan Popasu (Popazu), s-au pus de acord privind susținerea în continuare a unei singure „școli naționale centrale”, care urma să fie construită pe locul cumpărat anterior în Groaveri. De administrarea viitoarei instituții de învățământ avea să se ocupe „Eforia Școlară”, o comisie comună a celor două parohii românești, prezidată de protopopul Ioan Popasu. Aceasta a devenit ulterior „Eforia Școalelor Centrale române greco-ortodoxe din Brașov”, care a condus complexul școlar brașovean până în anul 1919, atâta timp cât învățământul componentelor sale a rămas confesional. Primii săi membri, aleși la înființare, au fost: Ioan Iuga, George Barițiu și Iacob Mureșianu din partea românilor din Cetate, protopopul Ioan Popasu, arhidiaconul Iosif Barac, Ioan Pantazi și Nicolae Dima din partea românilor din Șchei, funcția de președinte revenindu-i protopopului Ioan Popasu. Sarcinile Eforiei au fost de a procura mijloacele necesare înființării școlii proiectate și de a obține de la Guvernul Transilvaniei și de la autoritățile Brașovului autorizațiile necesare funcționării acesteia.

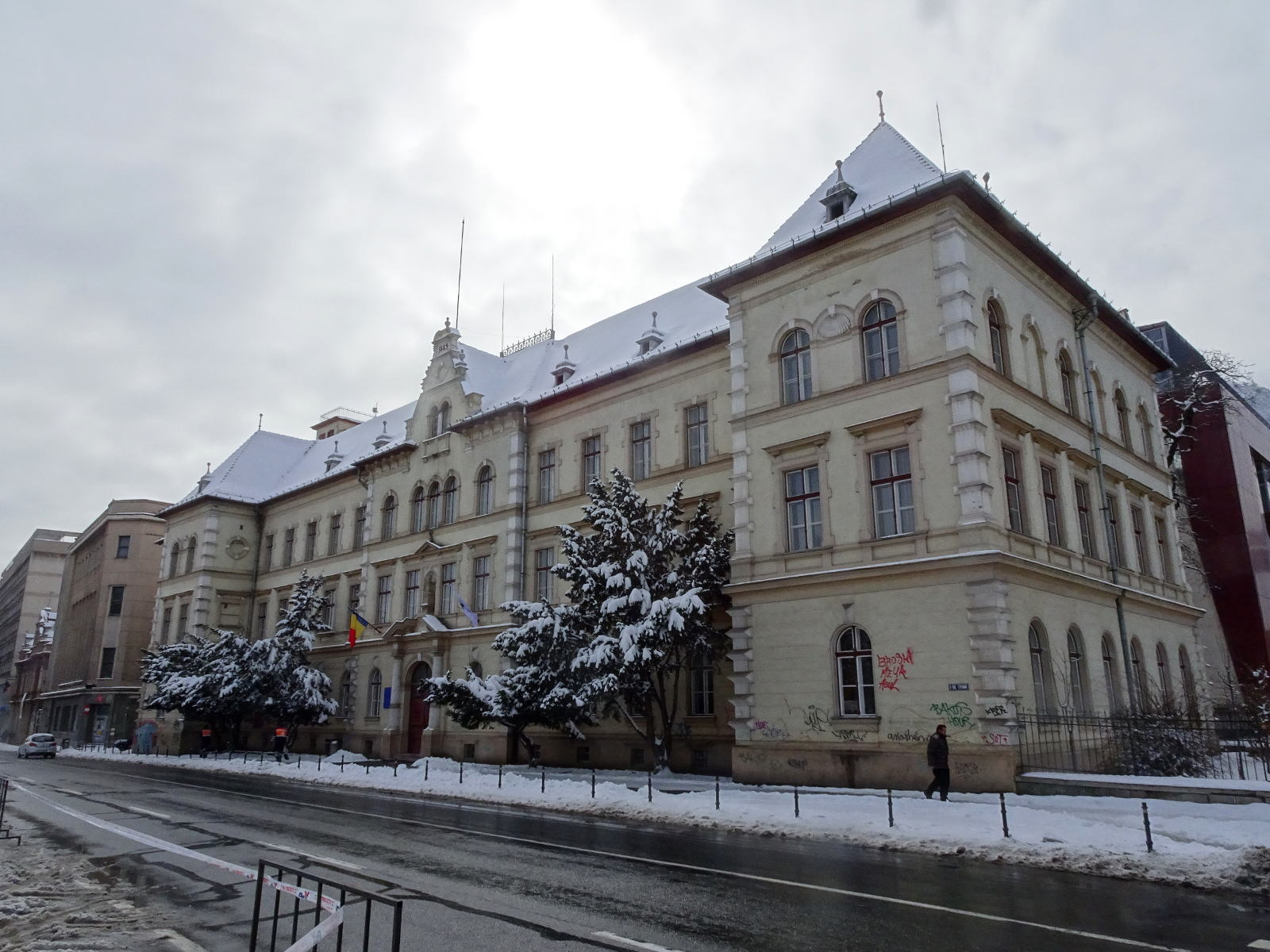
Clădirea în care a funcționat Liceul „Dr. Ioan Meşotă” între 1919-1948

Școalele Centrale Române s-au deschis în data de 1 septembrie 1850, într-o clădire închiriată, denumită „Casa Băcanului”, până la finalizarea noului edificiu al școlii, proiectat de arhitectul Ștefan Emilian.
În toamna anului 1869, Eforia Școalelor Centrale a decis deschiderea unei școli reale inferioare și a unei școli comerciale superioare. Acestea au fost inaugurate în mod oficial, conform tradiției stabilite încă din anul 1851 de mitropolitul Andrei Șaguna, atunci episcop, în ziua „Sfintei Sofia”, adică pe 17 septembrie 1869. Cele trei școli din cadrul „Școalelor Centrale” (gimnaziul, școala reală și școala comercială) aveau aceeași conducere, consiliile profesorale comune, foloseau împreună același edificiu, aceleași mijloace de învățământ, aplicând același regulament disciplinar și același mod de examinare și clasificare a elevilor, toți aceștia folosind în comun biblioteca și Societatea de lectură.
În anul 1869, profesorul dr. Ioan Meșotă a fost numit director al Școalelor Centrale Române. Încă din anul 1868, Ioan Meșotă a fost cooptat în calitate de consilier al Eforiei Școlare pentru pregătirea documentelor necesare înființării școlilor reală și comercială, având și onoarea de a inaugura ambele școli. El a deținut funcția de director al „Școalelor centrale” până la moartea sa prematură, survenită în anul 1878. Lui i s-a datorat așezarea definitivă a învățământului românesc brașovean, inclusiv a celui real, pe calea modernității.
Prin separarea, la începutul anului școlar 1878-1879, a școlii reale de gimnaziul inferior, după ce în prealabil ele se contopiseră progresiv, ca și prin trecerea la nivelul de patru clase, școala reală inferioară română se punea în concordanță cu planul privind școlile reale din anul 1875 al Ministerului Cultelor și Instrucțiunii Publice din Ungaria. Acesta ridica de la șase la opt nivelul de clase ale unei școli reale complete, concordanță convenabilă din punct de vedere a calității pregătirii, al recunoașterii documentelor școlare ale elevilor români de aici, precum și al admiterii lor în ciclul gimnazial superior.
După încetarea din viață a lui Ioan Meșotă, la conducerea  Școalelor Centrale Române din Brașov s-au aflat următorii directori: Ștefan Iosif, tatăl poetului Ștefan Octavian Iosif, între anii 1878-1889 (fost „conrector” în perioada îmbolnăvirii lui Meșotă), apoi Ipolit Ilasievici (1889-1894) și Virgil Onițiu (1894-1915). Conform tradiției, directorul era ajutat în activitatea sa de Conferința profesorală. În anul școlar 1869/1870 au funcționat conferințe separate pentru gimnaziu și pentru cele două școli noi, reală și comercială. Între 1870-1896 a funcționat o conferință unitară a Școlilor Centrale, după care s-a revenit la separarea lor. De asemenea, în anul 1890 s-a decis ca, pe lângă directorul Școlilor, să fie numit câte un diriginte ales la fiecare trei ani, care răspundea nemijlocit de școala reală, respectiv de cea comercială. În anul următor au fost numiți în aceste noi funcții profesorul Iosif Maxim pentru școala reală și profesorul Andrei Bârseanu, înlocuit în 1893 de profesorul Ioan Socaciu, pentru școala comercială. Începând din anul 1894 (până în anul 1919), funcția de diriginte al școlii reale a fost deținută de profesorul Gheorghe Chelariu.
În 1919, după Unire, Consiliul Dirigent al Transilvaniei, cu sediul la Sibiu, a decis unirea acesteia cu școala reală superioară maghiară de opt clase, într-o singură școală reală de stat, având curs inferior și curs superior . Această nouă instituție de sine stătătoare și având administrație proprie, cu sediul în clădirea școlii maghiare de pe Aleea Rudolf (devenită Aleea Ferdinand după Marea Unire, astăzi Bulevardul Eroilor), a primit denumirea oficiala de Liceul real „Dr. Ioan Meșotă” în onoarea sa, funcționând în continuare ca liceu real de stat cu opt clase.
Ca urmare a schimbărilor politice din societatea românească de după cel de-al doilea război mondial, liceul a fost desființat în anul 1948. A fost reînființat, în anul 1954, ca școală medie de cultură generală (Școala Medie nr. 3 Brașov), ulterior devenind Liceul de cultură generală nr. 3 Brașov. 

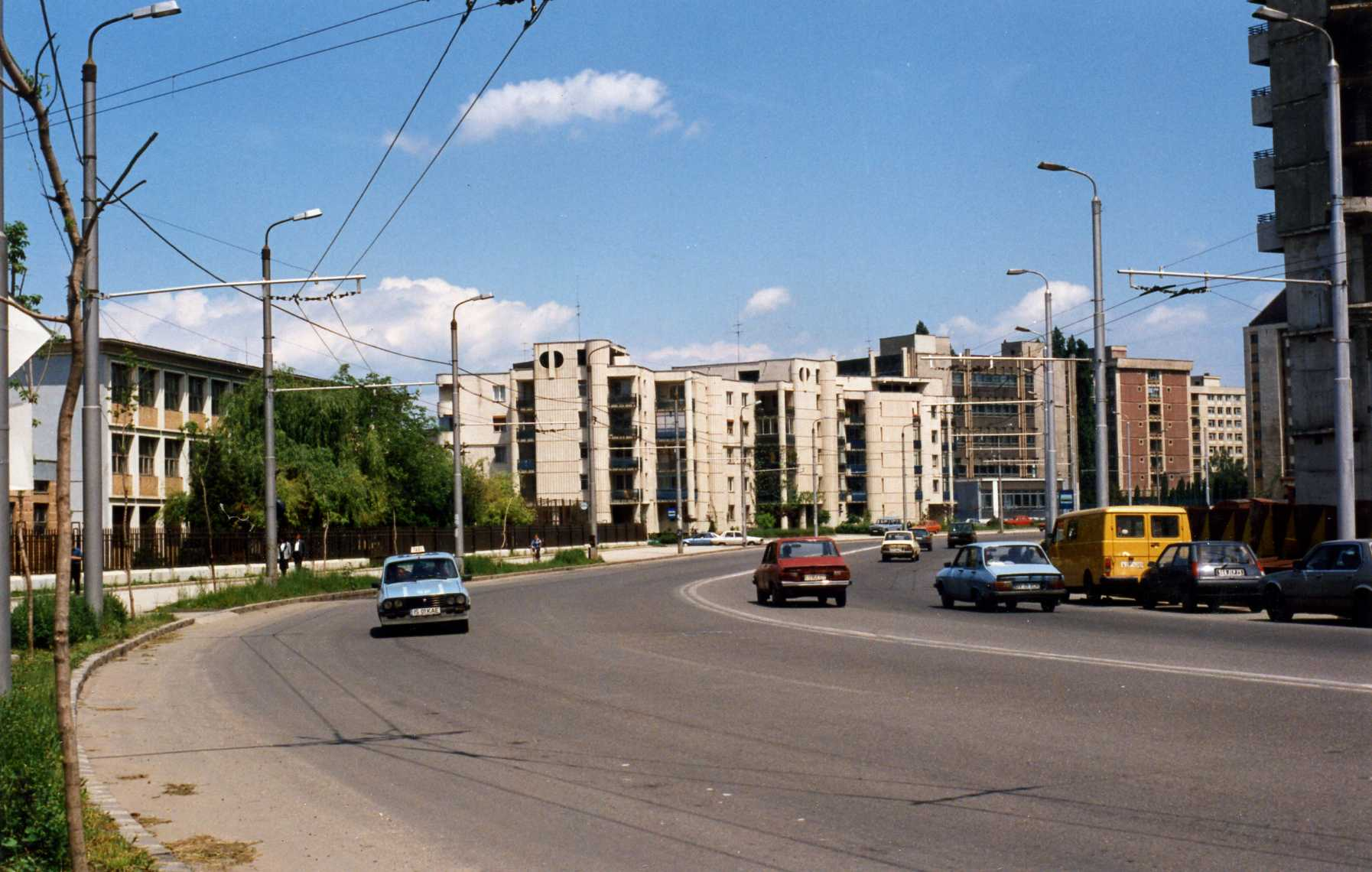
Bd. M.Kogălniceanu şi Colegiul Naţional „Dr. Ioan Meşotă”

Clădirea actuală a liceului (corpul A) cu 19 săli de clasă, laboratoare de chimie, de fizică, și pentru limbi străine, sală profesorală, cabinete de lucru, cabinet de stomatologie și bibliotecă datează din anul 1962. Sala de sport a fost construită între anii 1971-1973.
În 1971, prin Decretul Consiliului de Stat al Republicii Socialiste România, nr. 140 din 23 aprilie 1971, i s-a atribuit numele de Liceul de cultură generală „Dr. Ioan Meșotă”. În anul 1981, a fost transformat în Liceul industrial nr.8, iar în 1990 și-a reluat denumirea de Liceul teoretic „Dr. Ioan Meșotă”. 
În anul 1999, prin Ordinul Ministrului Educației Naționale, prof. univ. dr. Andrei Marga, Liceul teoretic „Dr. Ioan Meșotă” a fost declarat Colegiu Național.

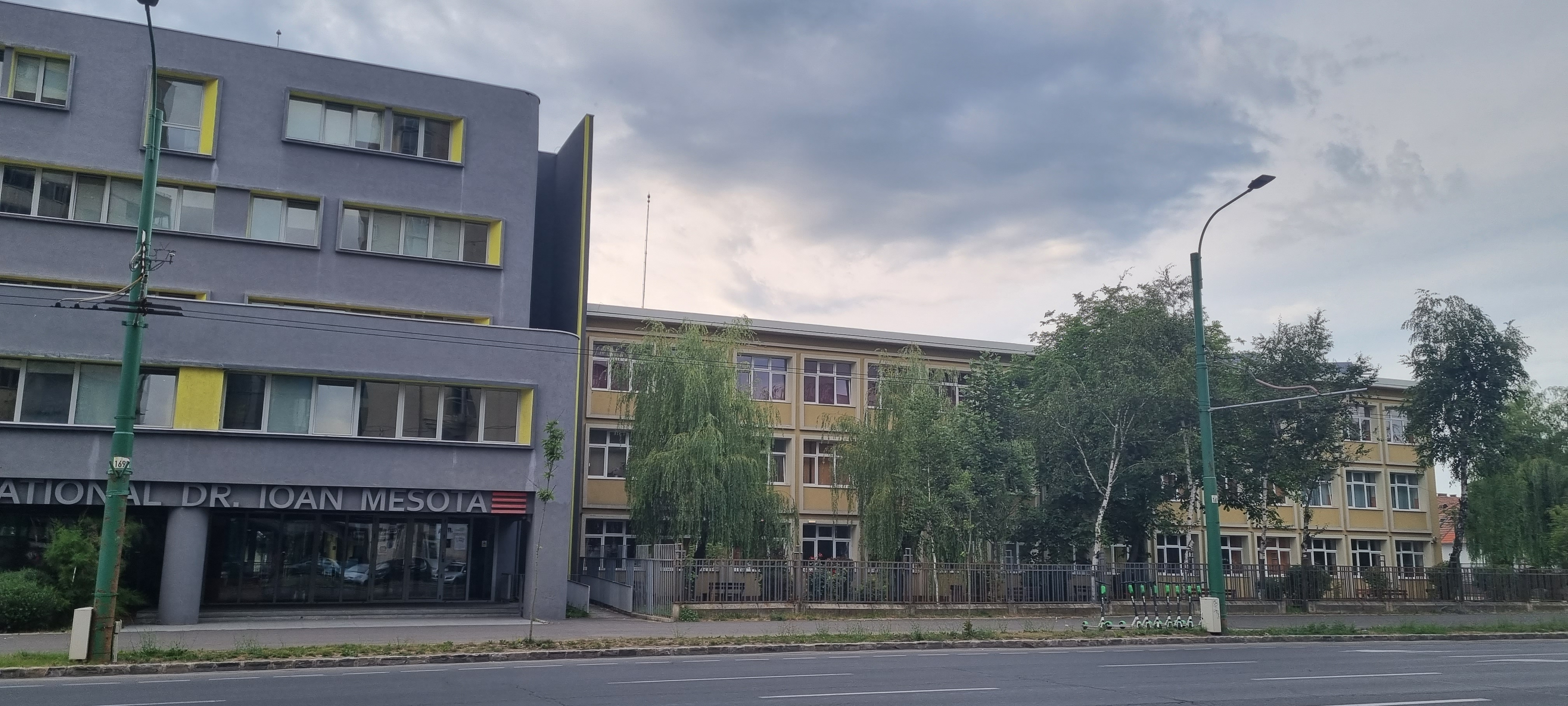
Colegiul Naţional „Dr. Ioan Meşotă”

Începând cu anul 2015, a început construcția unui nou corp de clădire. Finalizat în 2017, acesta dispune de dotări moderne: 12 noi săli de clasă, un laborator de informatică, o sală multifuncțională pentru evenimente, bibliotecă, cabinet psihologic, cabinet medical, etc.
În acord cu profilul inițial de predare cu preponderență a disciplinelor exacte - matematica și fizica, având și clase speciale de matematică în anii ‘70, în anul 1990 liceul a fost redefinit ca liceu de matematică-fizică. Actualul profil real-uman al liceului cu accent pe pregătirea matematică și informatică nu a exclus orientarea spre un profil creativ sau didactico-educativ a elevilor interesați în pregătirea umanistă.

## Directori
În decursul timpului, în funcția de director au fost:

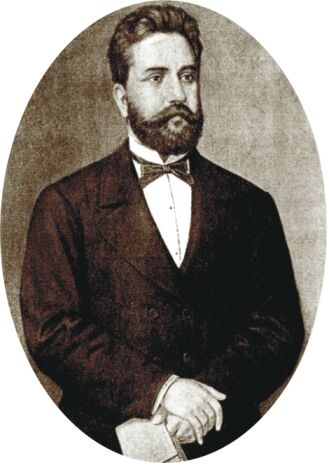
Ioan Meșotă, primul director al liceului

| - prof. dr. Ioan Meșotă (între anii 1869-1878) - Ștefan Iosif, tatăl lui Ștefan Octavian Iosif (între anii 1878-1889) - prof. Ipolit Ilasievici (între anii 1889-1894) - prof. Virgil Onițiu (între anii 1894-1915) - dr. Iosif Blaga (între anii 1915-1919) - prof. Gheorghe Chelaru (între anii 1919-1922) - prof. Constantin K. Ionescu (între anii 1922-1926, 1927-1929, 1931-1932, 1933-1940) - prof. Ion Todicescu (1926-1927) - prof. Mihail Sotiriu (între anii 1929-1931) - prof. Gheorghe Zugrăvescu (1932) - prof. Virgil Ghițescu (între anii 1940-1941) - prof. Atanasie Bălăcescu (între anii 1941-1948) | - prof. Valentin Georgescu (între anii 1959-1978) - prof. Doina Buțiu (între anii 1978-1981) - prof. Ioan Cobârzan (între anii 1981-1982) - prof. Livia Vlad (între anii 1982-1988) - prof. Ion Lupuleț (între anii 1988-2002) - prof. Viorel Răducanu (între anii 2002-2006) - prof. Octavian Polexa (între anii 2006-2013) - prof. Aurel Bârsan (între anii 2013-2015) - prof. Ovidiu Tripșa (între anii 2015-2020) - prof. Dorin Frîncu (din 2020) |

## Absolvenți
- Nicolae Rucăreanu – profesor la Facultatea de Silvicultură din Brașov, membru al Academiei de Științe Agricole și Silvice și membru în comisia pentru silvicultură a Academiei Române. Numele său a fost atribuit grupului școlar forestier din Brașov;[26] Promoția nr. 54 – anul 1926 [27]
- Aurel Drăgulănescu – profesor la catedra de matematică a Institutului Politehnic din Brașov, devenită Universitatea „Transilvania”, apoi profesor la Wuperthal - Germania;[26] Promoția nr. 60 – anul 1932 [28]
- Vasile Geonea – jurist, scriitor și critic literar, membru de onoare al Academiei Române, primul președinte al Curții Constituționale înființată în anul 1990, conducătorul colectivului însărcinat cu elaborarea Constituției din anul 1991;[26] Promoția nr. 60 – anul 1932 [28]
- Gheorghe Bărănescu – rector al Institutului Politehnic din București (în prezent, Universitatea Politehnică), devenit președintele Societății inginerilor de automobile din Statele Unite ale Americii;[26] Promoția nr. 65 – anul 1938 [29]
- Marcian Bleahu – profesor universitar la Universitatea din București, fost ministru al mediului după anul 1990, membru corespondent al Academiei Române;[26] Promoția nr. 70 – anul 1943 [30]
- Aron Petric – profesor universitar la Universitatea din București, autorul unui mare număr de volume și articole de istorie, încercând sa pună în lumină, în vremuri potrivnice, ideea unității de neam și de limbă clar conturate în conștiința poporului român de pe ambele părți ale Carpaților;[26] Promoția nr. 62 – anul 1934 [29]
- Constantin Țoiu;[26] – scriitor, Promoția nr. 69 – anul 1942 [30] s.a.

## Activități

### Premii
Între anii 1990-2012 elevii liceului au obținut la olimpiadele școlare naționale în jur de 230 de premii și mențiuni. În 2012 41 de elevi s-au calificat la faza națională a olimpiadelor școlare, ceea ce înseamnă circa 50% din numărul total al elevilor participanți din județul Brașov. Dintre participanți 20 au obținut premii sau mențiuni.

#### Obținute de colegiu
- 2008 Diploma siteului; Diploma de excelență olimpică
- 2006 Diploma de excelență în francofonie; Diploma de merit "Gala directorilor"
- 2005 Diploma de excelență
- 2004 Diploma "Casa NATO" [31]

### Reviste și publicații
- Licăriri, care a ajuns la ediția a XXIX-a, seria nouă[32]
- Anuarul liceului, publicat în fiecare an din 1950[32]
- Valențe, a fost o altă revistă publicată doi ani la rând între 2008 și 2009[33]
- SUM[34][35]

## Legături externe

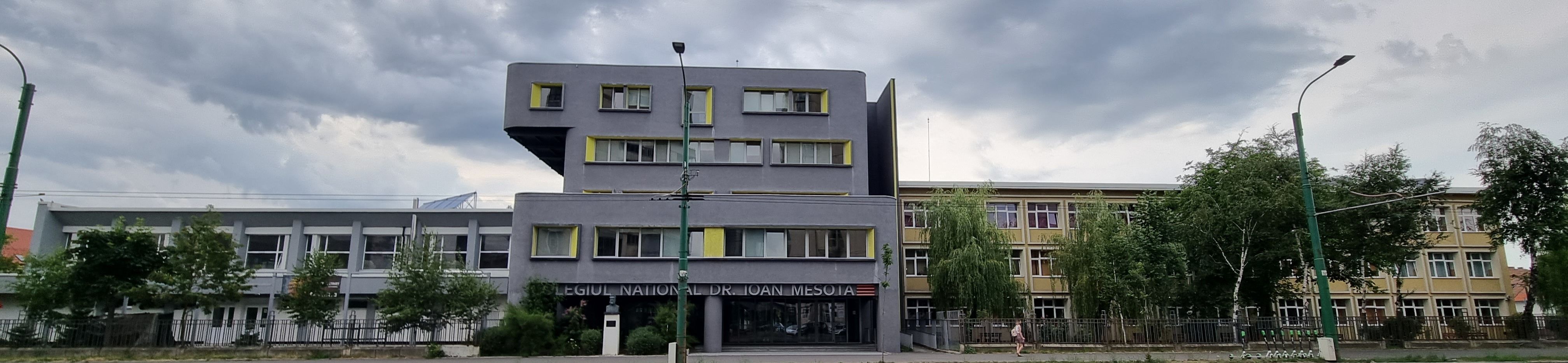
Colegiul Național „Dr. Ioan Meșotă” din Brașov